# Neurotoxicitate
Neurotoxicitatea este o formă de toxicitate ce se manifestă la nivelul structurilor și/sau funcției sistemului nervos, central sau periferic. Poate să apară ca urmare a expunerii la compuși denumiți neurotoxine, care alterează activitatea sistemului nervos prin alterarea permanentă sau reversibilă a țesutului nervos.
Compușii care pot induce afectare neuronală sunt chimioterapicele antineoplazice, drogurile, alcoolul, metalele grele, pesticidele, solvenții de curățare, combustibilii pe bază de hidrocarburi și unele substanțe naturale (micotoxinele, toxina botulinică, etc).
Simptomele intoxicației pot să apară imediat după expunere sau pot fi întârziate; acestea pot fi: slăbiciune musculară, pierderea memoriei și a vederii, comportament incontrolabil sau obsesiv, halucinații, cefalee intensă, probleme cognitive și disfuncție sexuală.